# Somozas
Somozas (en gallego y oficialmente As Somozas) es un municipio de España en la provincia de La Coruña, comunidad autónoma de Galicia. Pertenece a la comarca de Ferrol.

## Etimología
La hipótesis más común para el origen de este topónimo es derivarlo del latín Sub Montia 'lugar situado al pie del monte'.
Por otro lado, Joseph M. Piel lo interpretó como derivado de la palabra "soma" (del latín summa 'la más alta', junto con el sufijo -oza, el mismo de palloza).

## Geografía
Los 70,91 km² por los que se extiende este municipio son bastante accidentados, aunque de altitud escasa: las mayores altitudes son las de Vilalbesa (583 m), Pena dos Ladróns (620 m), Naveira (523 m), Lameira (518 m) Barreiros (538 m) y Cortello (484 m), todas ellas en las parroquias de Seixas y Recemel. Lo atraviesan el río Mera y el río Grande de Xubia; el primero conforma el límite con Ortigueira y desemboca en la ría de Ortigueira y el segundo nace en la confluencia de los ríos Ferreiras y Grande.

## Historia
El municipio como tal nació en 1836 con los primeros municipios constitucionales y se llamó en principio Santiago Seré de las Somozas, coincidiendo con el nombre de su parroquia más grande. En 1845 se incorporó la parroquia de Recemel, que estaba en el municipio de Moeche.
A finales de los años 1970, As Enchousas se hizo famosa por las luchas labriegas contra los fueros.
El 19 de enero de 2014, fallece el alcalde de ese momento, Manuel Candocia Ramos, a causa de un infarto mientras presenciaba un partido del equipo de Unión Deportiva Somozas, del que también era presidente. El 27 de enero de 2014 Juan Alonso Tembrás fue designado como nuevo alcalde de la localidad.

## Geografía humana

### Demografía
Cuenta con una población de 1068 habitantes (INE 2024).
| Gráfica de evolución demográfica de As Somozas entre 1842 y 2021 |
| |
| Población de derecho según los censos de población del INE Población de hecho según los censos de población del INEEn estos censos se denominaba Somozas: 1842, 1857, 1860, 1877, 1887, 1897, 1900, 1910, 1920, 1930, 1940, 1950, 1960, 1970 y 1981 |

## Parroquias
Parroquias que forman parte del municipio:
- Enchousas[12] (San Pedro)[13]
- Recemel (Santa María)
- Seijas[12]
- Somozas[12]

## Economía
La economía, aunque marcadamente agrícola, va perdiendo peso a medida que va creciendo el polígono industrial de Somozas, donde se ubicaron industrias dedicadas a las nuevas tecnologías como la construcción de aerogeneradores y plantas de regeneración de materiales industriales y reciclaje (la mayoría del chapapote del Prestige fue tratado aquí). También cuenta con explotaciones forestales de eucalipto, ganado vacuno y cultivos de kiwi y autoconsumo, que como mucho, son vendidos en los mercados y ferias de Moeche y Puentes de García Rodríguez, transformación de la madera en aserraderos y la existencia de una embotelladora de leche.
Casi una cuarta parte de los trabajadores viajan hasta Puentes de García Rodríguez, pues están empleados por Endesa o sus empresas auxiliares.
La población es muy dispersa y el lugar de mayor tamaño, Igrexa, ronda los 500 habitantes.

### Evolución de la deuda viva
El concepto de deuda viva contempla sólo las deudas con cajas y bancos relativas a créditos financieros, valores de renta fija y préstamos o créditos transferidos a terceros, excluyéndose, por tanto, la deuda comercial.
| Gráfica de evolución de la deuda viva del ayuntamiento entre 2008 y 2014                             |
| |
| Deuda viva del ayuntamiento en miles de Euros según datos del Ministerio de Hacienda y Ad. Públicas. |

La deuda viva municipal por habitante en 2014 ascendía a 0 €.